# Paulo Vasco
Paulo Vasco (Lisboa, 15 de Dezembro de 1960) é um actor de teatro português. Paulo têm-se destacado em várias revistas no Teatro Maria Vitória, sendo que fez também alguns trabalhos de televisão e encenação.

## Biografia
Paulo Jorge Pereira Ferreira nasceu em Lisboa a 15 de Dezembro de 1960. É um actor e encenador português, mais ligado à vertente do teatro de revista.
Inicia-se no teatro de Carnide, com a mestria do encenador Bento Martins, onde fez “Rei Lear”, de Shakespeare, Joana a Cotovia”, de Jean Anouilh e “Os Anjos e O Sangue”, de Bernardo Santareno. Foi a peça “Os Anjos e O Sangue” (1982) que lhe deu o prémio de melhor actor da CML e o lançou no teatro Profissional. 

## Carreira
Estreia-se, profissionalmente, em 1988 no teatro Laura Alves com revista ”O nosso amor é Lisboa”, e faz uma tourné com a peça “Lisboa com Elas” também com encenação de Paco Gonzalez.
Em 1990, participa na peça “As aventuras de Balela e Bagatela, numa encenação de Henrique Santos, no Teatro Variedades. Muda-se para o teatro Maria Vitória e em 1992 faz “Quem tem ecu tem medo”, com a qual ganha o prémio de revelação do ano do teatro musicado. De seguida faz as peças “A pão e laranjas (1993) e “De pernas pró ar” (1994). Sai do Maria vitória para fazer a revista “Mama eu quero”, no teatro ABC. Acaba, no entanto, por regressar ao Teatro Maria Vitória onde faz a comédia musical “Histórias da Puta da vida militar(1996), “Ora bolas pró parque”(1997/ 98), “Aqui há muitos gatos” (1998) e a revista “Ó Troilaré ó Troilará”. Nesse ano ganha o prémio de melhor actor de revista exéquo com José Raposo. 
Muda-se para a Madeira onde, no Teatro do Casino da Madeira, estreia, com encenação de Filipe La Féria o musical “Amália” (1999), sendo que entre 2000/2001 se estreia no palco teatro Politeama. Acaba por regressar novamente ao maria Vitória com “2001 Odisseia no Parque”, “Lisboa Regressa ao Parque” (2002), “Vá pra fora ou vai Dentro”(2003), “Arre Potter que é demais”(2004), “A Revista é Liiinda"(2005-2006), “Já viram isto?” (2006/2007), “Hipoparque “ e “Piratada à Portuguesa” (2008/2009) onde ganha o Prémio de melhor elenco conjunto. Em 2009/2010 faz “Agarra que é honesto”, 2010/2011 "Vai de Em@il a pior!", 2011/2012 “Ora Vira e Troika o Passos”, 2012/2013 ascende a primeira figura masculina em “Humor com Humor se Paga”, 2013/2014 “Lisboa Amor Perfeito”, 2014/2015 “Tudo Isto é Fardo”, 2015/2016 “Revista Quer é Parque Mayer”, 2016/2017 “Parque à Vista”, 2017/2018 “Portugal em Revista”, 2018/2019, “ParqueMania”, 2020 "Pare, Escute... e Ria!" e "Vamos Ao Parque" a estrear em setembro de 2021.
Fez alguns trabalhos como encenador, em 2000 fica á frente do grupo de teatro da Academia de Santo Amaro onde encena “ A grande cégada”, “Tás entregue á Bicharada”, “Roupa velha”, ”Queres fiado toma”, “Em Santo Amaro...ta tudo na maior”, “Isto está caro santo Amaro”, “Isto agora Asae ou racha”, “Bué da Tesos”, “ASA é Formidável”, “Há Festa na ASA”, “Todos à Revista na ASA” , "100% Revista", "Mariema - O Musical" e "Na Rua dos Meus Ciúmes.
Encena ainda na Academia de Santo Amaro a comédia “Três em Lua de Mel”.
Acaba por reformular também o grupo de teatro “Os Combatentes “ onde encenou “Isto é que vai uma crise”, “Olh’ó Que Chove”, “Pobretes mas Alegretes”, “Tudo a Malhar”, “Aguenta-te à Bronca”.
Como actor também passou pela televisão com “Companhia do riso”, “Verão quente”, “Marina Marina”, “Quem casa quer casa”, "Malucos do riso”, “Big show sic”, “Barba e cabelo”, “Um sarilho chamado Marina”, “Camilo na prisão”, “Cadeira do poder” e “Entre marido e mulher”, entre outros.